# Aiello del Friuli
Aiello del Friuli es una localidad y comune italiana de la provincia de Udine, región de Friuli-Venecia Julia, con 2.231 habitantes.

## Evolución demográfica
| Gráfica de evolución demográfica de Aiello del Friuli entre 1861 y 2001 |
|                                                                         |
| Fuente ISTAT - elaboración gráfica de Wikipedia                         |